# Episodi di Agent X
La prima e unica stagione della serie televisiva Agent X è stata trasmessa sul canale statunitense TNT dall'8 novembre al 27 dicembre 2015.
In Italia, la serie è andata in onda in prima visione assoluta dal 23 settembre al 21 ottobre 2016 sul canale del digitale terrestre a pagamento Premium Action.
In chiaro verrà trasmessa dal 13 maggio 2018 in seconda serata sul 20.
| nº | Titolo originale              | Titolo italiano                  | Prima TV USA     | Prima TV Italia   |
| -- | ----------------------------- | -------------------------------- | ---------------- | ----------------- |
| 1  | Pilot                         | Il quinto paragrafo              | 8 novembre 2015  | 23 settembre 2016 |
| 2  | The Enemy of My Enemy         | Il nemico del mio nemico         | 8 novembre 2015  | 23 settembre 2016 |
| 3  | Back in Your Arms             | Ritorno di fiamma                | 15 novembre 2015 | 30 settembre 2016 |
| 4  | The Devil and John Case       | El Diablo                        | 22 novembre 2015 | 30 settembre 2016 |
| 5  | Truth, Lies, and Consequences | Le conseguenze di bugie e verità | 29 novembre 2015 | 7 ottobre 2016    |
| 6  | The Sacrifice                 | L'uomo, il mito e la leggenda    | 6 dicembre 2015  | 7 ottobre 2016    |
| 7  | The Long Walk Home            | Sulla via del ritorno            | 13 dicembre 2015 | 14 ottobre 2016   |
| 8  | Angels & Demons               | Angeli e demoni                  | 20 dicembre 2015 | 14 ottobre 2016   |
| 9  | Penultimatum                  | L'ultimatum                      | 27 dicembre 2015 | 21 ottobre 2016   |
| 10 | Fidelity                      | Lealtà                           | 27 dicembre 2015 | 21 ottobre 2016   |